# 東条ジョナ
東条 ジョナ（とうじょう ジョナ、1999年11月26日 - ）は、日本の女性歌手、生放送主、コスプレイヤー。バンド・Twingowindのボーカル。女性アイドルグループ・ZOCの元メンバー。イタリア生まれ、茨城県出身。身長158cm。

## 略歴
イタリアで生まれ、茨城県で育つ。中学生の頃、地元のミュージカル劇団に入った事がきっかけで歌が好きになり、歌手になることを志すようになる。
2018年4月、『ニコニコ超会議2018』超歌ってみたステージ出演。
2019年6月、コスプレイヤーガールズバンド・mimiQ_Lyricにボーカルとして加入。（12月に脱退。）
同年11月、ミスiD2020を受賞。
2021年7月、ミスiD2021ネクストブレイクミュージシャン賞の川﨑レオンらとバンド・Twingowindを結成。ボーカルを担当。
同年12月17日、東京・中野サンプラザホールで行われた『ZOC CLUTCH 2021』でアイドルグループ・ZOCに吉良乃ジョナとして加入。
2022年5月28日、ZOC 吉良乃ジョナとしての活動を終了。同日、東条ジョナに名義を戻す。

## 人物・エピソード
イタリア人の父親と、日本人の母親の元に生まれたハーフ。8歳までイタリアで暮らし、親の離婚を機に日本へ。
小学生の頃からニンテンドーDSのアプリでニコニコ動画を見始める。最初は「歌ってみた」動画をよく見ていて、中学生の頃からはニコニコ生放送を見るようになった。
好きなアニメは１番が「ジョジョの奇妙な冒険」、次が「機動戦士ガンダム」、ほかには「AKIRA」。ジョジョでは「1 − 3部が必修で、あとは4部と7部が好き」。ガンダムで好きなモビルスーツはディジェ、グフカスタム、ケンプファー、百式。
好きな映画は「ブラック・スワン」。好きなアーティストはMONDO GROSSO、Pink Floyd、岡村靖幸、浜渦正志、澤野弘之。
オールドジャズを好んで歌う。ジャズとの出会いは、PlayStationの「アークザラッドⅡ」の酒場のシーンでMusicmanというジャズテイストのBGMが流れており、当時習っていたピアノの先生に「こういう曲が弾きたい」と相談したのがきっかけ。
ドライブと旅が趣味で、愛用のパジェロミニH56A、パジェロV93Wでよく出掛けている。
2023年現在　パジェロV93Wと　スズキ　ジムニー　原付きバイク　スズキレッツを所有

## 作品

### 参加作品
- CHEEZNESS「VENTO CHE SOFFIA」（2020年3月22日）
  - Vento che soffia（feat.東条ジョナ）
  - I like blue cheese（feat.東条ジョナ）
  - 風が吹く（Vento che soffia 日本語版）（feat.東条ジョナ）[16]
- sphere「fairy's wish ep.」（2020年5月1日）[17][18]

## 出演

### ライブ・イベント
- 東条ジョナnight  備蓄米の標（2020年1月13日、ROCK CAFE LOFT is your room）[19]
- ジャズセッション「クラブエデン」（2021年4月17日、浅草九劇）※歌：東条ジョナ、ピアノ＆コーラス：川﨑レオン[20]
- BAR東条ジョナ（2022年8月6日、A Talk Club WOOFER）[21]
- BAR東条ジョナ vol.02（2022年9月24日、A Talk Club WOOFER）[22]

### 舞台
- スナックあぽかりぷす（2020年7月5日、浅草九劇）※無観客生配信[23][24]

## 雑誌
- IDOL AND READ 030（2022年3月7日、シンコーミュージック・エンタテイメント）※インタビュー